# Museu de la Bomba Atòmica de Nagasaki
El Museu de la Bomba Atòmica de Nagasaki (en japonès 長崎原爆資料館) va ser inaugurat el 1996 a Nagasaki, Japó. El museu recorda l'explosió de la bomba atòmica que va devastar Nagasaki el 9 d'agost de 1945.

## Història
El primer museu de la bomba atòmica va ser construïda en 1945. L'actual museu va ser inaugurat a l'abril de 1996 amb motiu del 50 aniversari del bombardeig. El museu recorre la història de l'esdeveniment com una història, centrant-se en l'atac i els esdeveniments que van conduir a ella. També cobreix la història del desenvolupament d'armes nuclears. El museu mostra fotografies, relíquies i documents relacionats amb la bomba atòmica. Els vídeos es mostren també.
Al costat del museu aquesta el Hall de Memòria Internacional de Nagasaki per a les Víctimes de la Bomba Atòmica Construïda en 2003, per tres propòsits. En concret, per recordar a aquells que van perir durant la bomba atòmica i oferir una oració per la pau; oferir informació en cooperació internacional i intercanvi d'activitats concernents al tractament dels quals encara sofreixen per l'accident nuclear i preservar fotos dels perits, i memòries i els relats personals sobre la bomba atòmica.